# Österreichischer Akkreditierungsrat
Der Österreichische Akkreditierungsrat (ÖAR) war eine im Wissenschaftsministerium angesiedelte weisungsfreie Behörde zur Akkreditierung von Privatuniversitäten und zur Beaufsichtigung dieser Einrichtungen. Rechtliche Grundlage war das Universitätsakkreditierungsgesetz (UniAkkG). Am 1. März 2012 wurde das UniAkkG durch zwei neue Gesetze abgelöst, das Hochschul-Qualitätssicherungsgesetz (HS-QSG) sowie das Bundesgesetz über Privatuniversitäten (PUG). Mit diesen neuen Gesetzen wurde der ÖAR mit 1. September 2012 endgültig aufgelöst. Anschließend übernahm die neue Agentur für Qualitätssicherung und Akkreditierung Austria seine Aufgaben, die nun für die Qualitätssicherung in allen drei Hochschulsektoren (Privatuniversitäten, staatliche Universitäten und Fachhochschulen) zuständig ist.